# 同人 (ACG)
同人，原指有着相同志向的小团体、同好群體，後來轉變成指「自創、不受商業影響的自我創作」，或「自主」的創作。它比商業創作有較大的創作自由度，並且擁有「想創作甚麼，便創作甚麼」的理念。同人誌則是這種創作的自製出版物。同人的文化圈則被稱為「同人界」。

## 語源
同人一詞來自日語，原指有着相同習慣、興趣、志向等的人們，即「同好」。又指同在一處做事的人，即「同事」、「同仁」。现代汉语中的“同人”一词最早似出现在新文化运动时期，魯迅、周作人等曾使用「同人刊物」一詞来称呼他们所创办的《语丝》周刊，其意为非商業性“自编自写”的刊物，即编辑同时也是撰稿人。然而，随着现代同人文化的興起，同人的概念也以ACGN文化為主流。

## 個人參與同人社團
要參與同人創作，可以以個人身份，也可以跟志同道合的朋友走在一起。如果你選擇後者，與一群有相同嗜好的人，組成「同人社團」（同人サークル，又稱「同人組織」或「同人團體」），就可以更方便地與朋友交流創作靈感、分享資訊，或製作同人誌、同人遊戲等商品販售。一些著名的商業誌作家團體如CLAMP，就是由同人社團發跡的。

## 同人創作

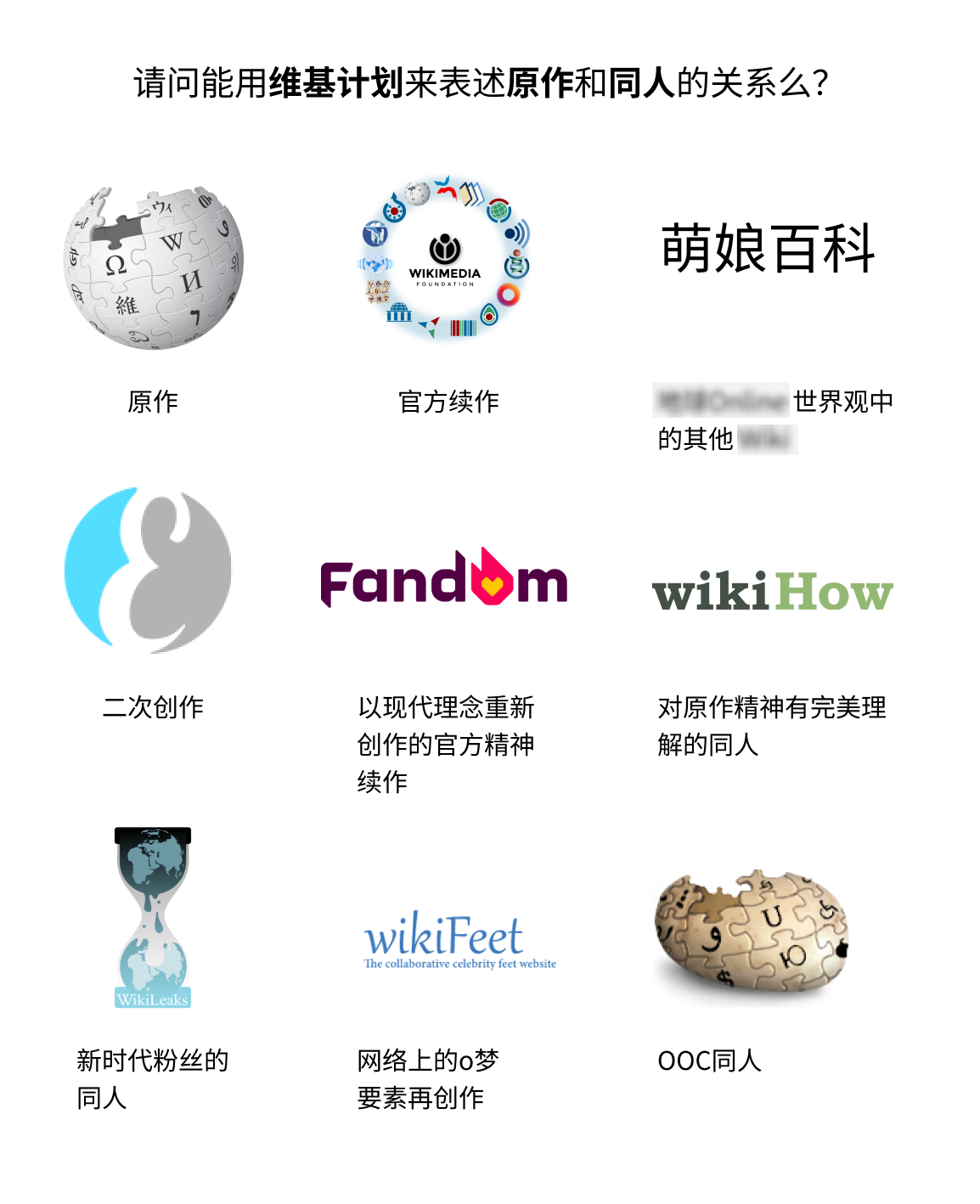
“请问能用维基计划来表述原作和同人的关系么”

同人作品包括「二創」同人和「原創」同人。个人或团体基于正式出版的商业作品進行创作的作品称为二創，不基于任何作品创作的作品称为原创。
由於許多同人作品是以商业ACGN作品，如文學、動漫、遊戲等作品中的人物為基礎進行的二次創作，因此在日常語彙的方便上，同人被廣泛用於指代「二創」，但实际上同人是包括「原创」的。
同人爱好者時常會創作出不同形式的同人作品，包括同人小說、同人畫作、同人遊戲、同人音樂、同人MV（MAD片）、同人廣播劇等等。其中已经出版的同人小說與同人畫作也被称为同人誌。
将同人誌进行制作、自费出版、并在同人誌即賣會會場內展示和出售，是許多創作者跟同道中人交流互动的途徑。但也存在不刊在同人誌上，而是透過網站發表的作品，例如在網站發表會最為方便的繪畫CG。而其他媒體的作品，通常都能透過網站發佈。
此外，同人作品根据内容分级可分为全年龄向和R18向两类作品。其中R18向作品以H向作品为主，包括成人游戏、成人漫画等等。无论是主打美少女的男性向作品，还是主打池面的女性向作品，又或是如《七龍珠》、《航海王》、《火影忍者》、《勇者鬥惡龍系列》之类无法简单归为前两类的作品，都存在衍生的R18作品，這點幾乎沒有例外（第34條法則）。